# Stenotabanus jamaicensis
Stenotabanus jamaicensis är en tvåvingeart som först beskrevs av Robert Newstead 1909.  Stenotabanus jamaicensis ingår i släktet Stenotabanus och familjen bromsar. Inga underarter finns listade i Catalogue of Life.